# Jumpman
Jumpman és un videojoc de plataformes escrit per Randy Glover i publicat el 1983 per Epyx. Originalment per Atari 400/800, i després per Commodore 64, Apple II i PC.
Jumpman es va publicar en disquet, però es va publicar una versió del joc amb 12 nivells nous en lloc de 30 en cartutx com a Jumpman Junior. Estava disponible als ordinadors Atari de 8 bits, Commodore 64 i ColecoVision.
L'objectiu del joc és desactivar bombes col·locades per terroristes a una base al planeta Júpiter.

## Jocs similars
- Miner 2049er (1982)
- Lode Runner (1983)
- Mr. Robot and His Robot Factory (1984)
- Ultimate Wizard (1984)